# Sem Hartz
Pour les articles homonymes, voir Hartz.
Samuel Louis (Sem) Hartz, né le 28 janvier 1912 à Leyde, et mort le 25 octobre 1995 à Haarlem, est un graphiste, graveur et un typographe néerlandais.

## Biographie

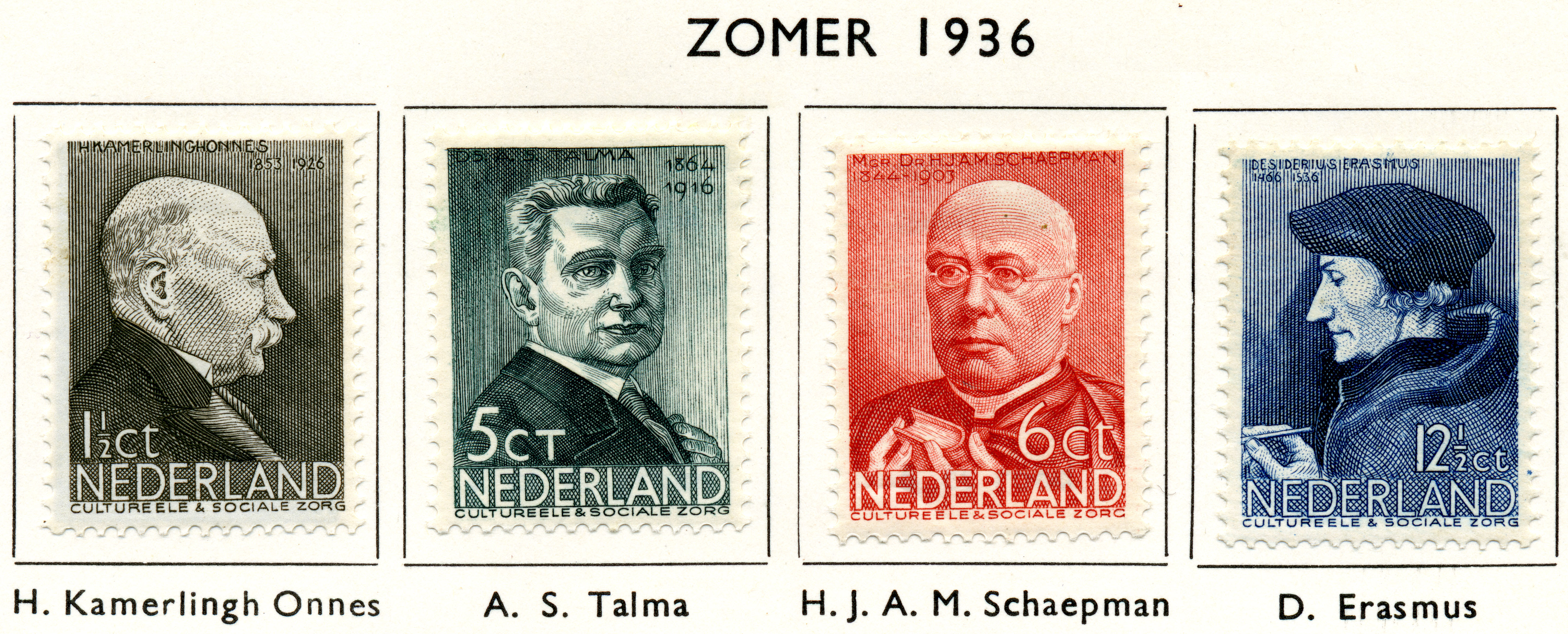
Timbres 1936, dessinés par Hartz.

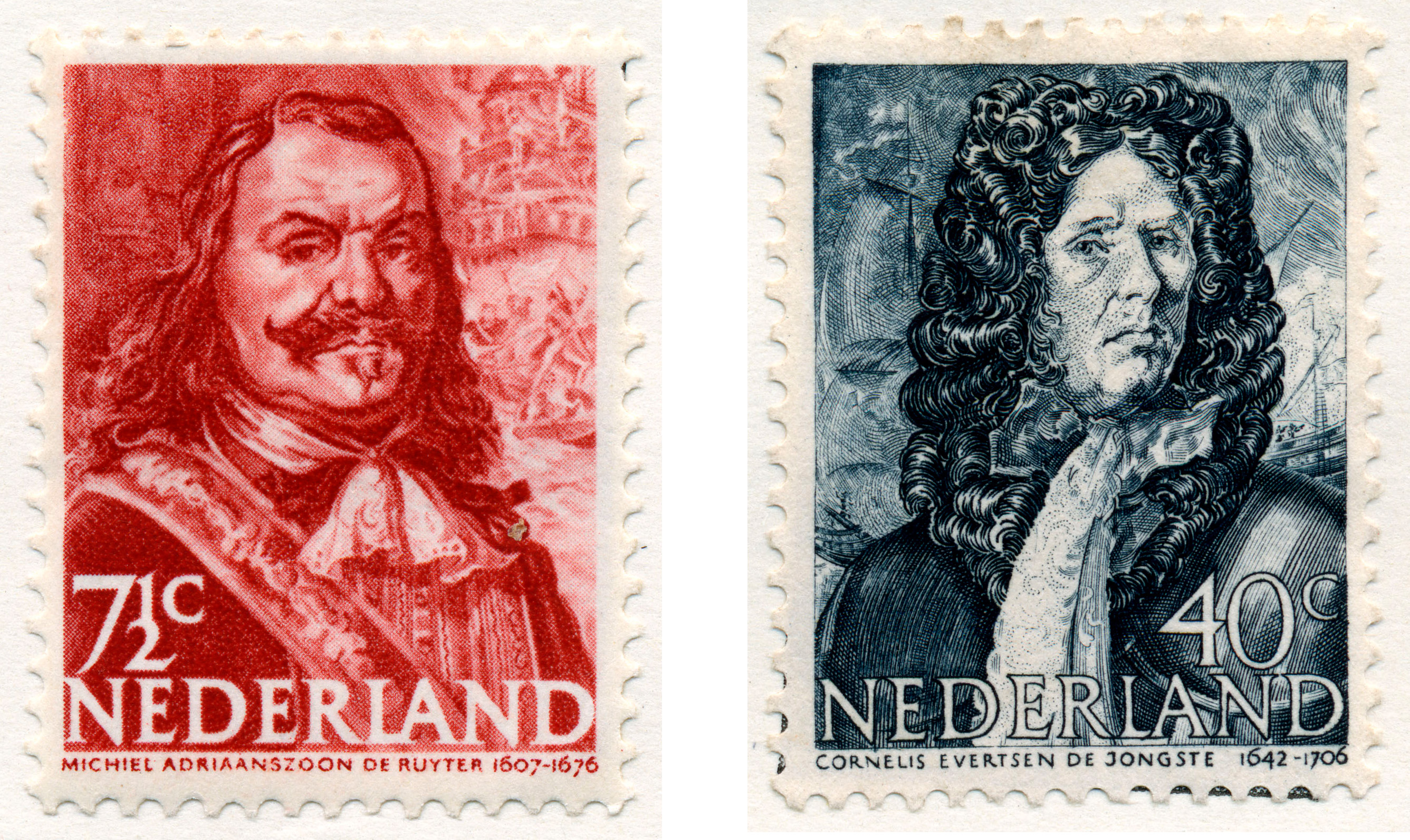
Timbres 1943, conçus par Hartz.

Sem Hartz naît le 28 janvier 1912 à Leyde. Il grandit dans un milieu juif réformé; son père est le portraitiste Louis Jacob Hartz.
Il fréquente l'Académie royale des beaux-arts d'Amsterdam et est actif à Velsen, Amsterdam et Haarlem.
Employé par Johan Enschedé & Zonen (1934-77), il se spécialisé dans les timbres-poste, les billets de banque et les portraits.
À partir de 1936, il travaillé presque toute sa vie avec Joh. Enschedé. Il conçoit et grave des timbres et des billets de banque, entre autres, pour cette société graphique de Haarlem.
Pendant l'occupation nazie il se cache car il est juif. Il en profite pour découper des poinçons pour une police de caractères, l'Emergo, qui sera plus tard produite par Enschedé.
Il est un ami et collègue de Jan van Krimpen, qui travaille également chez Enschede.
Pour la firme anglaise Linotype[réf. souhaitée], il est auteur de la nouvelle série de timbres hollandais à l'effigie de la reine Juliana. Il a aussi sa propre presse, les Tuinwijkpers, sur laquelle il produit des imprimés bibliophiles comme passe-temps. La lettre maison de cette presse est la police Emergo conçue par Hartz pendant la période d'occupation. De 1964 à 1972, Hartz travaille avec un autre imprimeur, Cees van Dijk. Van Dijk fait la majeure partie de l'impression, et en conséquence Hartz est très désabusé, quand Van Dijk commence avec les Carlinapers pour lui-même. Le fait que M. Hartz ne maîtrise pas tous les aspects de la profession d'imprimeur est illustré par le conflit qu'il a avec Anthony Baker, un éditeur anglais d'imprimés bibliophiles de The Gruffyground Press. Le projet de publication de "Le Phénix et la Tortue", un sonnet de Shakespeare imprimé dans Civilité et relié par les employés de Joh. Enschedé et Fils, est finalement un échec.
Il meurt le 25 octobre 1995 à Haarlem.
Une partie importante des archives personnelles de Hartz est envoyée à la bibliothèque de l'Université d'Amsterdam après sa mort. Au cours de sa vie, Hartz avait déjà vendu une partie de ses archives, y compris des lettres et des dessins, au Musée Meermanno à La Haye. Les Tuinwijkpers, que Hartz avait l'habitude d'imprimer à la bibliothèque publique de Heemstede après sa retraite en 1972, ont également été transférés au musée après sa mort.

## Publications

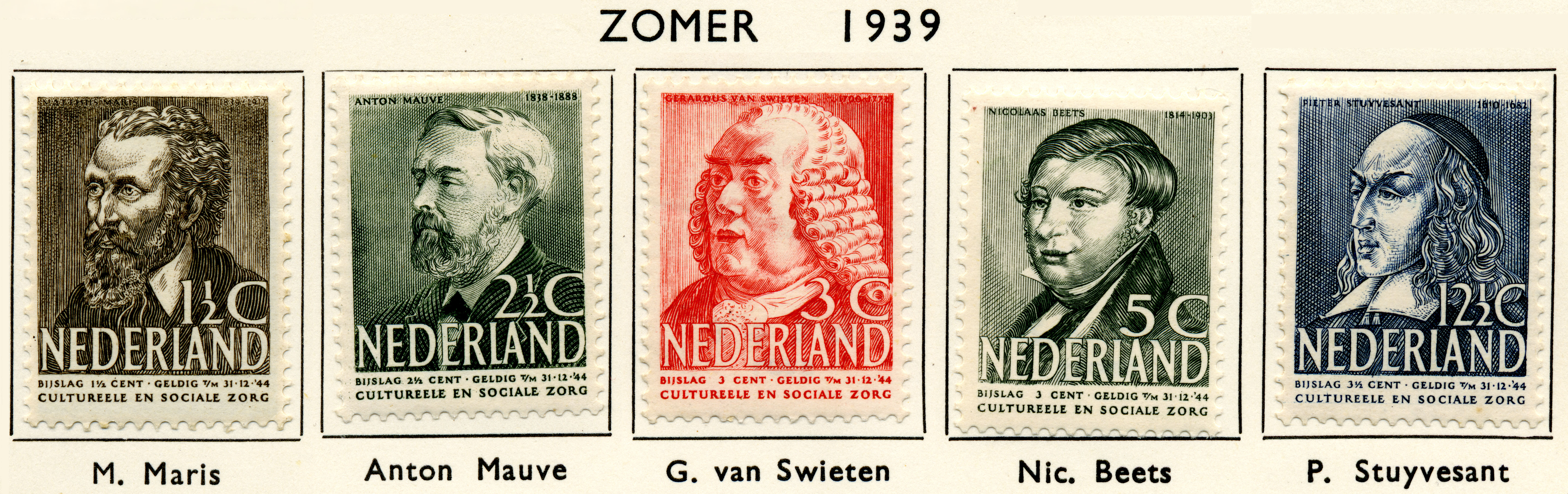
Postzegels 1939

- The Elseviers and their contemporaries: an illustrated commentary (1955)
- Essays, comp. by Mathieu Lommen (1992)